# نحلية (فصيلة)
النحلية أو نحليات (الاسم العلمي: Apidae) هي فصيلة كبيرة من النحل، تضم نحل العسل الشائع، النحل غير اللاسع (تستخدم لإنتاج العسل كذلك)، النحل النجار، النحل الاورخيدي، نحل الوقواق، النحل الطنان، وغيرها. الكثير منها تعتبر ملقحات مهمة في الموائل الطبيعية وللمحاصيل الزراعية.